# Parnassia (geslacht)
Parnassia is een geslacht dat in het APG III-systeem tot de familie Celastraceae wordt gerekend. Het zijn overblijvende, kruidachtige planten.
The Plant List erkent 62 soorten. Volgens de Flora of China bestaat het geslacht uit circa zeventig soorten die voorkomen in de gematigde streken van het noordelijk halfrond.
De bekendste soort is de parnassia (Parnassia palustris).